# Системски инжењеринг
Системски инжењеринг је интердисциплинарна грана инжењеринга који се фокусира на то како да дизајнирају и управљају комплексним инжењерингом система над својим животним циклусима. Питања као што су захтеви инжењеринга, поузданост, логистика, координација различитих тимова, тестирање и евалуација, одржавање и многим другим дисциплинама потребним за успешан развој система, пројектовање, имплементацију, и крајња декомисија постају теже када се ради о великим или сложеним пројектима. Системски инжењеринг се бави радним процесима, методе оптимизације, и алата за управљање ризицима у таквим пројектима. Она преклапа техничке и људске-центриране дисциплине као што су аутоматика, индустријско инжењерство, инжењеринг софтвера,организационе студије и управљање пројектом. Системски инжењеринг осигурава да се сви вероватно аспекти пројекта или система сматрају, и интегрисани у једну целину.
Процес системског инжењеринга је процес открића да је прилична разлика од производног процеса. Поступак производње је фокусиран на активности које се понављају и постижу квалитетне резултате са минималним трошковима и време. Инжењерски процеси морају почети откривањем стварних проблема које треба решити, и идентификовати највероватнији или највећи утицај пропуста који се могу јавити - системски инжењеринг подразумева проналажење елегантних решења за ове проблеме.

## Историја
Термин системски инжењеринг може се пратити уназад до Bell Telephone Laboratories у 1940.Потреба да се идентификују и манипулишу својства система као целине, која у сложеним инжењерским пројекима може у великој мери да се  разликује од збира имовине делова ', мотивисани различитим индустријама, посебно оних у развоју система за америчке војске, да примене дисциплину.
Када више није било могуће да се ослањају на еволуцију дизајна да се побољша на систему и постојећи алати који нису довољни да задовоље растуће потребе, нове методе почеле су да се развијају. Наставак еволуција система инжењеринга обухвата развој и идентификацију нових метода и техника моделирања. Ове методе могу помоћи у бољем разумевању и контроли пројектовања и развоја инжењерских система док расту сложенији. Популарни алати који се често користе у контексту система инжињеринга су се развили током овог времена, укључујући USL, UML, QFD, и IDEF0.
Године 1990, професионално друштво за инжењеринг система, Национални савет за Системски Инжењеринг (ИНЦОСЕ), основан од стране представника из неколико америчких корпорација и организација. ИНЦОСЕ је створен да се позабави потребама за побољшањима у системима инжењерске праксе и образовању. Као резултат расте учешће од система инжењера изван САД, назив организације је промењен у Међународни савет за Системски Инжењеринг (ИНЦОСЕ) 1995. године. Школе у неколико земаља нуде дипломске програме у системима инжењеринга и опције континуиране едукације су доступне за бављење инжењера.

## Концепт
Системски инжењеринг означава само приступ и, однедавно, дисциплину у инжењерингу. Циљ образовања у системима инжењеринга је да озваничи различите приступе једноставно и на тај начин, идентификује нове методе и истраживања могућности сличне оноима који се јављају у другим областима инжењеринга. Као приступ, системски инжењеринг је холистички и интердисциплинаран у свом укусу.

### Порекло и обим традиције
Традиционални обим инжењеринга обухвата концептуални, дизајн, развој, производњу и рад физичких система. Системски инжењеринг, како је првобитно замишљен, спада у овој области. "Системски инжењеринг", у том смислу тог појма, односи се на препознатљив скуп концепата, методологија, организационим структурама (и тако даље) који су развијени да се састану са изазовима инжењерских ефикасних функционалних система без величине и сложености у времену, буџет, и других ограничења. Аполо програм је водећи пример системског инжењерског пројекта. 

### Еволуција у ширем обиму
Употреба "инжењерског система" терм еволуирао током времена да прихвате шири, холистички концепт "система" и инжењерских процеса. Ова еволуција дефиниције је био предмет контроверзи у току, а термин наставља да важи за оба ужем и ширем обиму.
Традиционални системски инжењеринг је виђен као грана инжењерства у класичном смислу, односно, како се примењује само на физичком систему, као што су свемирске летилице и авиона. У скорије време, системски инжењеринг је еволуирао у поведе на ширем значењу, посебно када су људи видели да је као неопходна компонента система. Checkland, на пример, обухвата шире значење система инжењеринга наводећи да се "инжењеринг '" може прочитати у општем смислу, можете инжењерски састанак или политички споразум. " 
У складу са ширим обимом система инжењеринга, Системски Инжењеринг тело знања (SEBoK) је дефинисао три врсте система инжењеринга: (1) Производ системског инжењерства (ПСЕ) је традиционални системски инжењеринг фокусираа на дизајну физичких система који се састоје од хардвера и софтвера. (2) Предузећа системског инжењерства (СИ) односи се на поглед предузећа, то јест, организација или комбинације организација, као система. (3) Сервис системског инжењерства (ЈИ) има везе са инжењеринг услугама система. Checkland дефинише систем услуга као систем који је замишљен како служи други систем. Већина цивилног инфраструктурног системаје систем услуга.

### Холистички поглед
Системски инжењеринг фокусира на анализу и изазивање потреба и потребна функционалност почетком у развојном циклусу, документовање захтева, а затим наставити са синтезом дизајна и валидацију система, а имајући у виду комплетан проблем, системски животни циклус. Ово укључује потпуно разумевање свих заинтересованих страна, укључених. Оливер и сар. тврде да се процес системског инжењеринга може раставити у
- системски инжењеринг технички процес, и
- процес менаџмента системског инжењеринга.

У оквиру Оливер модела, циљ процеса управљања је да се организује технички напор у животном циклусу, док технички процес укључује процену доступних информација, дефинисање мера ефективности, да се створи модел понашања, створи модел структуре, врши траде-офф анализа и креирање секвенцијалног изградње & тест плана.
У зависности од њихове примене, мада постоји неколико модела који се користе у индустрији, сви они имају за циљ да идентификује однос између различитих фаза горе наведених и уградити повратне информације. Примери таквих модела укључују Водопад модел и ВЕЕ модел. 

### Интердисциплинарна област
Развој система често захтева допринос различитих техничких дисциплина. Обезбеђивањем система (холистички) поглед на развојне напоре, системи инжењеринга помажу калупу свих технички доприноса у јединственом тимском раду, формирајући структуриран процес развоја који произилази из концепта до производње у рад и, у неким случајевима, до престанка и одлагања . У стицању, холистички интегративна дисциплина комбинује доприносе и балансира компромисе између трошкова, распореда и перформансе уз одржавање прихватљивог нивоа ризика који покрива читав животни циклус ставке.
Ова перспектива је често реплицирана у образовним програмима, у том систему инжењеринга курсеви се уче од факултета из других инжењерских одељења, који помажу стварање интердисциплинарних окружења. 

### Управљање комплексности
Потреба за системским инжењерингом настала са порастом комплексности система и пројеката,заузврат експоненцијално повећава могућност компоненти трења, и стога непоузданост дизајна. Када је реч у овом контексту, сложеност обухвата не само инжењерске системе, већ и логичну људску организацију података. У исто време, систем може постати сложенији због повећања величине као и са повећањем у износу података, варијабли, или броја области које су укључене у дизајну.Међународна свемирска станица је пример таквог система.
Развој паметније контролних алгоритама, микропроцесора, дизајна и анализе система заштите животне средине и спадају у делокруг система инжењеринга. Системски инжењеринг охрабрује коришћење средстава и метода да боље разумеју и управљање комплексности у системима. Неке примере ових алата можете видети овде: 

- Архитектура система,
- Системски модел, Моделовање, и Симулација,
- Оптимизација,
- Динамика система,
- Анализа система,
- Статистика,
- Поузданост, и
- Одлучивање

Узимајући интердисциплинарни приступ инжењерских система је инхерентно сложен јер се понашање и интеракције између компоненти система нису увек одмах добро дефинисане или разумне. Дефинисање и карактеризацију оваквих система и подсистема и интеракције међу њима је један од циљева система инжењеринга. При томе, јаз који постоји између неформалних услова корисника, операторима, маркетинг, организација и техничким спецификацијама могу се успешно премостити. 

### Обим
Један од начина да се разуме мотивација системског инжењеринга је да га виде као метод, или праксу, да идентификује и побољша заједничка правила која постоје у разним системима. Имајући ово у виду, принципе системског инжењеринга - холизма, ванредног понашања, границе, - Може се применити на било који систем, комплекс или на други начин, под условом системског мишљења је запослен на свим нивоима. Поред одбране и ваздухопловства, многе компаније информација и технологије засноване, на развој софтвера фирме и индустрије у области електронике и комуникације захтевају системске инжењере као део њиховог тима.
Анализа је ИНЦОСЕ Системски инжењерски центар изврсности (СЕЦОЕ) указује на то да оптимално напор који се троши на системима инжењеринга је око 15-20% од укупног пројекта напора. Истовремено, студије су показале да системски инжењеринг суштински доводи до смањења трошкова између осталог бенефиције.Међутим, није квантитативно истраживање у већем обиму који обухвата широк спектар индустрија  спроведено све донедавно. Такве студије су у току да се утврди ефикасност и квантификовати користи од система инжењеринга.
Системски инжењеринг охрабрује коришћење моделовања и симулација да потврди претпоставке или теорије о системима и интеракције унутар њих.
Коришћење метода које омогућавају рано откривање могућих кварова, у безбедносни инжењеринг, интегрисани су у процес пројектовања. Истовремено, одлуке које се доносе на почетку пројекта чије последице нису јасне и могу имати огромне последице касније у животу система, и то је задатак инжењера савремених система да истраже ова питања. Метода не гарантује данашње одлуке да ће и даље бити пуноважне када систем оде у службу годинама или деценијама након првог замишљања. Међутим, постоје технике које подржавају процес система инжењеринга. Примери укључују методологију софт система, Jay Wright Forrester систем динамичких метода, као и Unified Modeling Language (УМЛ) -У току је истражена, вредновати, а развијен да подржи процес доношења инжењеринга.

## Едукација
Образовање у системима инжењеринга се често види као наставак редовних инжењерских курсева, одражава индустријски став да инжењерски студенти треба да основну позадину у једном од традиционалних инжењерских дисциплина (на пример, Аеро инжењеринг, Аутомотив инжењеринг, електротехника, машинство, Индустријски инжењеринг) -плус практично, у реалном свету искуство да буду ефикасан као системски инжењери . Основни универзитетски програми у системском инжењерингу су ретки. Типично, системски инжењеринг нуди на нивоу дипломираности у комбинацији са интердисциплинарним студијама.
ИНЦОСЕ одржава широм света непрестано ажурирање директосрких система инжењерских академским програма. Од 2009. године, има око 80 институција у Сједињеним Државама које нуде 165 основних и постдипломских програма у системима инжењеринга. Образовање у системима инжењеринга може узети као Системски-оријентисане или Домен оријентисане.
- Системски-оријентисани програми третирају системско инжењерство као посебну дисциплину и већина курсева уче фокусирање на системских инжењерских принципа и праксе.
- Домен оријентисани. програми нуде Системски инжењеринг као опцију која може спроводити са друге велике области у инжењерству.

Оба ова образаца настоје да едукују инжењера система који је у стању да надгледа интердисциплинарне пројекте са дубине од једног главног инжињера.

## Теме системског инжењеринга
Алати системског инжењеринга су стратегије, процедуре и технике које помажу у обављању Системског инжењеринга на пројекту или производу. Сврха ових алата варирају од управљања базама података, графичко претраживање, симулација и размишљање, да документује производњу, неутралан увоз / извоз и још много тога.

### Систем
Постоје многе дефиниције о томе шта је систем у области система инжењеринга. Испод је неколико ауторитативних  дефиниција:
- ANSI/EIA-632-1999: "Агрегација крајњих производа и омогућавање производа за постизање датог циља."[34]
- DAU Systems Engineering Fundamentals: "интегрисани композитни људи, производа и процеса који обезбеђују способност да задовољи наведену потребу и циљ."
- IEEE Std 1220-1998: "Скуп или распоред елемената и процеса који се односе и чије понашање задовољава купац / оперативне потребе и обезбеђује одржање животног циклуса производа."[35]
- ISO/IEC 15288:2008: "Комбинација интеракције елемената организованих да се постигне један или више наведених циљева. "[36]
- NASA Systems Engineering Handbook: "(1) Комбинација елемената који функционишу заједно да произведу способност да задовољи потребу. Елементи укључују  хардвер, софтвер, опрему, објекте, особље, процесе и процедуре потребне за ту сврху. (2) Крајњи производ (који обавља оперативне функције) и подзаконски производи (који пружају услуге подршке животног циклуса са оперативним крајњим производима) који чине систем."[37]
- INCOSE Systems Engineering Handbook: "хомогено лице које показује претходно дефинисано понашање у стварном свету и састоји се од хетерогених делова који појединачно не показују  понашање и интегрисану конфигурацију компоненте и / или подсистема."[38]
- INCOSE: "Систем  конструкција или прикупљање различитих елемената који заједно дају резултате не могу добити самим елемената. Елементи или делови могу да укључују, људи, хардвер, софтвер, објекте, политике и докумената; то јест, све ствари које су  у обавези да дају  резултате системског нивоа. Резултати обухватају квалитет нивоа система, особине, карактеристике, функције, понашање и перформансе. Додато у систему у целини, осим тога допринео независно од делова вредност, првенствено ствара однос између делова; То је, како се међусобно."[39]

### Процеси системског инжењеринга
У зависности од њихове примене, алати се користе за различите фазе процеса системског иееринг:

### Коришћење модела
Модели играју важну у различитим улогама у системском инжењерингу. Модел се може дефинисати на више начина, укључујући:

- Апстракција стварности дизајнирана да одговори на конкретна питања о стварном свету
- Имитација, аналогна или представљање реалног света процеса или структуре; или
- Идејна, математичка или физичко средство да помогне доносиоцу одлуке.

Заједно, ове дефиниције су довољно широке да обухвате физичке моделе инжењеринга који се користе у верификацији дизајна система, као и шематске моделе као функционалне проток блок дијаграме и математичке (тј, квантитативно) моделе који се користе у процесу трговине студија. Ово поглавље се фокусира на последње. 

Главни разлог за коришћење математичких модела и дијаграма у трговини студија је да обезбеди процене ефикасности система, учинка или техничких атрибута, и ценом од скупа познатих или уважаваних колича. Типично, збирка засебних модела је потребно да обезбеди све ове исходе  варијабли. Срце сваког математичког модела је скуп смислених квантитативних односа између својих улаза и излаза. Ови односи могу бити једноставни као додајући до конститутивних количина да би се добила укупно, или као сложен као скуп диференцијалних једначина које описују путању свемирске летелице у гравитационом пољу. У идеалном случају, односи изражавања узрочности, а не само корелацију.  Осим тога, кључ успешног Системског инжењеринга активности су методе којима ови модели ефикасно и ефективно управљају и користи за симулирање система. Међутим, различити домени често присутни понављају проблеме моделовања и симулације за системски инжењеринг, и новим достигнућима имају за циљ да пређу оплођене методе између различитих научних и инжењерских заједница, под насловом "Моделирање и симулација на бази системског инжењеринга".

### Моделирање формализми и графички прикази
У почетку, када је примарна сврха система инжењера да схвате комплексан проблем, графички прикази система су се користили за комуникацију функционалности и податке захтеве система екипе. Уобичајени графички прикази укључују:
- Функционални проток блок дијаграм (FFBD)
- Основни модел  дизајн, на пример Simulink, VisSim, итд.
- Дијаграм протока података (DFD)
- N2 Графикон
- IDEF0 дијаграм
- Дијаграм случајева коришћења
- Редослед дијаграм
- Блок дијаграм
- USL Функција мапе и тип карте.
- Enterprise Architecture frameworks, као TOGAF, MODAF, Zachman Frameworks итд.

Графичко представљање односи се на различите подсистеме или делове система кроз функције, података, или прикључака. Било који или сваки од наведених метода се користе у индустрији на основу захтева. На пример, Н2 графикон може се користити где је важан интерфејс између система. Део фазе пројектовања је да створи структурне и моделе понашања система.
Када су захтеви схваћени, сада је одговорност системских инжењера да их прерадити, и да се утврди, заједно са другим инжењерима, најбољом технологијом за посао. У овом тренутку, почевши са трговинским студијама, системски инжењеринг охрабрује коришћење пондерисаних избора да одреди најбољу опцију. Одлука матрица, или Пју метод, је један од начина (КФД је још један) да буде тај избор, а узимајући у обзир све критеријуме који су од значаја. Трговина студија заузврат информише дизајн, који утиче на старење графичког приказа система (без промене услова). У процесу СЕ, ова фаза представља итеративни корак који се обавља док се изводљиво решење не пронађене. Одлука матрица се често насељава користећи технике као што су статистичке анализе, анализе поузданости, динамика система (повратне управљачем), и методе оптимизације.

### Остали алати
Systems Modeling Language (SysML), језик се користи за моделирање апликације системског инжењеринга, подржава техничке карактеристике, анализу, дизајн, верификацију и валидацију широког спектра комплексних система
Lifecycle Modeling Language (LML), језик је отворен стандард моделирања дизајниран за системски инжењеринг који подржава пун животни циклус: концептуалне, коришћење, подршку и пензионисање фаза.

## Повезане области и под-области
Многе повезане области могу се сматрати чврсто куплованим са системским инжењерингом. Ове области су допринеле развоју система инжењеринга као посебан ентитет.
Когнитивни системиски инжењеринг
Когнитивни системски инжењеринг (МЦП) је специфичан приступ описа и анализе људског-машинског  система и друштвено техничких система. Три главне теме ЦСЕ су како се људи носе са комплексности, како се рад постиже употребом предмета, и како људско-машински системи и социо-технички системи могу да се опишу као заједнички когнитивни систем. МЦП је од самог почетка постала призната научна дисциплина, понекад се такође назива когнитивним инжењерингом. Концепт Заједничког когнитивног система (ЈЦС) има посебно широку  корист као начин да се разуме како се сложени друштвено-технички системи могу описати са различитим степенима резолуције. Више од 20 година искуства са ЦАСЕ је опсежно описано.
Конфигурациони менаџмент
Као системски инжењеринг, конфигурацијски манагемент  практикује у области одбране и авио индустрије је широк систем на нивоу праксе. Паралелно поље задацима из система инжењеринга; где се системски инжењеринг бави развојем захтева, доделом развојнх предмета и верификације, управљање конфигурацијом се бави захтевима хватања, следљивости до развоја ставке и ревизије развојне тачке како би се осигурало да је постигнута жељена функционалност која системскиинжењеринг и / или тест и Верификација Инжењеринга су доказали кроз објективно тестирање. 
Контролни инжењеринг
Контрола инжењеринга и његов дизајн и имплементација контроле система, интензивно се користе у скоро свакој индустрији, великим под-областима системског инжењеринга. Крстарење контроле аутомобила и навођење система за балистичке ракете су два примера. Теорија системске контроле је активно поље примењене математике и укључује истрагу решења простора и развој нових метода за анализу процеса контроле.
Индустријски инжењеринг
Индустријски инжењеринг је грана инжењерства која се односи на развој, побољшање, имплементацију и евалуацију интегрисаних система људи, новца, знања, информација, опреме, енергије, материјала и процеса. Индустријски инжењеринг ослања се на принципе и методе инжењерске анализе и синтезе, као и математичке, физичке и друштвене науке, заједно са принципима и методама инжењерске анализе и пројектовања до навели, предвидели, и процене резултата добијених од таквих система.
Интерфејс дизајна
Интерфејс дизајна и његова спецификација су забринути за обезбеђивање да су делови система повезивања и интер-послују са другим деловима система и са екстерним системима као неопходно. Интерфејс дизајна укључује обезбеђивање да систем интерфејса буде у стању да прихвати нове функције, укључујући механички, електрични и логички интерфејс, укључујући резервисане жице, плуг-простор, командне кодове и битове у комуникационим протоколима. Ово је познато као проширења. Human-Computer Interaction (HCI) или Human-Machine Interface (HMI) је још један аспект дизајна интерфејса, и представља критичан аспект модерног система инжењеринга. Принципи систмеског инжењеринга се примењују у изради мрежних протокола за локалне мрежама и регионалне рачунарске мреже.
Мехатроника инжењеринга
Мехатроника, као и системски инжењеринг, је мултидисциплинарно поље инжењеринга које користи динамичке системе моделирања да изразе опипљиве конструкције. У том смислу се готово не разликује од системског инжењеринга, али оно што га одваја од других јесте фокус на мање детаља него већих генерализација и односа. Као таква, оба поља одликује оквир својих пројеката него методологијом њихове праксе.
Операциона истраживања
Операциона истраживања подржавају Системски инжењеринг. Средства операционих истраживања се користе у анализи система, доношењу одлука и трговинскм студијама. Неколико школа је научило СЕ курсеве у оквиру операционих истраживања или индустријског инжењерства одељења, наглашавајући да улогу у сложеним пројектима игра системски инжењеринг. Операциона истраживања, кратко, се баве оптимизацијом процеса под вишим ограничењима.
Перформансе инжењеринга
Перформансе инжењеринга је дисциплина да се обезбеде и  испуне очекивања купаца за обављање током свог живота. Перформансе се обично дефинишу  као брзина којом је одређена операција извршена, или способност извршења више таквих операција у јединици времена. Перформансе могу бити деградиране моменту када се операција редом  изврше и ограничен од стране ограниченог капацитета система. На пример, перформансе мреже технологије пакетног преноса се одликују пакетом транзитног кашњења енд-то-енд, или број пакета укључен у један сат. Дизајн система високих перформанси користи аналитичко или симулационо моделирање, а достава имплементације високих перформанси подразумева детаљно тестирање перформанси. Перформансе инжењеринга ослањају се на статистику итеорију вероватноће за своје алате и процесе.
Менаџмент програма и менаџмент поројеката
Менаџмент програма (или управљање програма) има много сличности са системима инжењеринга, али је шире засновано порекло од оних инжењерских система инжењеринга. Управљање пројектом је такође блиско повезана са  управљањем програмом и системским инжењерингом.
Предлог инжењеринга
Предлог инжењеринг је примена научних и математичких принципа за пројектовање, изградњу, и управљање економично развојним системом. У суштини, предлог инжењеринга користи "инжењерски системски процес" да се створи исплатив предлог и повећа вероватноћа успешног предлога.
Поузданост инжењеринга
Поузданост инжењеринга је дисциплина да се обезбеди и  испуњавају очекивања купаца за поузданост током свог живота; тј, не чешће него што се очекивало. Поузданост инжењеринга се односи на све аспекте система. Она је тесно повезана са одржавањем, доступности (поузданости или РАМС омиљених неки), и логистици инжењеринга. Поузданост инжењеринга је увек критична компонента безбедносног инжењеринга, као у инсуфицијенцији режима и ефеката анализе (ФМЕА) и опасности квара анализе стабла, као и безбедности инжењеринга.
Ризик менаџмента
Управљање ризиком, пракса процене и суочавање са ризиком је један од интердисциплинарних делова системског инжењеринга. У развоју, стицању или оперативним активностима, укључивање ризика у трговину са трошковима, распоред и карактеристике перформанси, укључује итеративни сложени конфигурацијски манагемент следљивости и евалуације за заказивање и захтевима менаџмента на доменима и за системски животни циклус који захтева интердисциплинарни технички приступ системском инжењерингу.
Безбедносни инжењеринг
Технике безбедносног инжењеринга могу да се примене од стране не-специјалиста инжењера у пројектовању сложених система како би се смањила вероватноћа сигурносних-критички неуспеха. Функција "Систем безбедности инжењеринга" помаже да се идентификује "угрожавање безбедности" у настајању дизајна, и могу да помогну са техникама да се "ублаже" последице (потенцијално) опасним условима који не могу бити дизајнирани од система.
Заказивање
Заказивање је један од алата за подршку системском инжењерингу као пракса и ставка у процени интердисциплинарне забринутости под управљањем конфигурацијом. У конкретној директној вези ресурса, могућности перформанси и ризика по трајању задатка или линкове зависности између задатака и утицаја широм животног циклуса система је забринутост системског инжењеринга.
Сигурност инжењеринга
Безбедност инжењеринга може да се посматра као интердисциплинарна област која интегрише у заједницу праксе за контролу система дизајна, поузданост, безбедност и системски инжењеринг. То може да обухвати такве под-специјалитете као проверу идентитета корисника система, циљеве система и осталих: људи, објеката и процеса. 
Софтверско инжењерство
Од својих почетака, софтверски инжењеринг је помогао облику модерним системима инжењерске праксе. Технике које се користе у руковању комплекса великих софтверских система интензивно су имали велики утицај на обликовање и преобликовање алата, метода и процеса СЕ.